# 神田川のふたり
『神田川のふたり』（かんだがわのふたり）は、2022年9月2日に公開された日本映画。監督はいまおかしんじ、主演は上大迫祐希と平井亜門 。中学時代おたがい好意を持っていたのに告白してつきあうまではいかず、別の高校に進学した男女。同級生の葬式で久しぶりに会った。神田川沿いの道を自転車で移動しながら、たがいの気持ちを確かめあうふたりを、映画が始まってからタイトルが出るまで40分間の超長回しでカメラが追う。

## あらすじ
杉並区永福の幸福橋から高井戸方面へ、神田川沿いの道を二人の高校生が自転車を押しながら歩いている。舞と智樹、中学時代いい感じだったのだが気持ちを伝えあうことなく別の高校に進学した。中学の同級生、カンダの心臓が突然止まり、葬式で久しぶりに再会したのだ。
思い出話はつきない。好きな人、できたんだろうか。お腹がすいてコンビニでおにぎりを買って食べる。八幡橋と藤和橋の間で両手を縛られて倒れている変なおじさんに遭遇する。ほどいてやると勝手に智樹の自転車に乗り、ついて来い、という。連れて行かれた先は塚山公園であった。
お腹がすいたというおじさんにお団子をごちそうしていると、何者かが智樹の自転車を奪って逃げる。おじさんはとつぜん消える。泥棒を追いかけた智樹の後を追うと、コンビニにいた智樹のクラスメートの女子にまた会う。ぶっちゃけ小野とつきあってないよね、ときいてくるので、違うよと答えると、あーよかった、と返され動揺する。
電話で智樹から呼ばれて八幡神社に行くと、この辺で見失ったという。せっかくだから願掛けをする。そしてカンダが書いた絵馬をみつける。「みおさんと両思いになれますように！」井の頭公園のボート乗り場の女性だ。結局告白できなかったカンダのかわりに気持ちを彼女まで届けよう、と井の頭公園まで足を伸ばすが、その日彼女は休みだった。出直すことにする。
暗くなった。舞は帰りたくなかった。智樹は塾に行かなければならなかったが塾の前で舞がナンパされるのを見て、結局二人でカラオケに行くことにする。舞が南沙織の「17才」を歌う。翌日井の頭公園に行くとみおがいた。死んだことは伏せ、カンダの気持ちを伝えた。「最近落ち込むことが多かったけど、なんか、元気出た」とみおは喜んだ。舞と智樹の中に告白する勇気が生まれていた。

## キャスト
- 竹下舞 - 上大迫祐希
- 小野智樹 - 平井亜門

- 陽菜（ひな、智樹のクラスメイト） - 椎名糸[3]

- 百花（ももか、智樹のクラスメイト） - 岡本莉瑚[4]
- ナンパ男 - 橋本達
- 智樹のクラスメイト - 内藤光佑
- 舞のクラスメイト - 有永結咲
- 舞のクラスメイト - 美波愛子
- ピラティスする舞の近所の人 - たきみずなお
- ボート乗り場受付 - 村田美輪子

- カラオケボックス店員 - 赤山健太
- ピラティスする人 - 稲泉洋子
- ピラティスする人 - 黒崎雅
- 俺の話をきけ男 - 丈幻
- 自転車泥棒 - 狩野博文

- 謎の男 - 佐藤宏
- 黒衣 - 石綿宏司
- みお - 逢澤みちる

## スタッフ
- 監督 - いまおかしんじ
- 制作 - 嶋田豪
- プロデューサー - 佐藤嘉一
- アシスタント・プロデューサー - 安藤佑介、舟橋清美、瀧水和夫
- 脚本 - 川﨑龍太、上野絵美
- 撮影監督 - 藍河兼一
- 録音 - 赤羽一真
- 美術・小道具 - 阿多満
- 編集・効果 - 川﨑雄太
- MA - 平井光一（VEGA Entertainment）
- キャスティング - 出海企画
- メイク - 伊藤里香、佐藤由佳
- メイク助手 - 熊井咲乃
- 制作応援 - 春日弘光、橋本達
- 主題歌 - 「流星」（D☆SHOUT）作詞：Zenny 作曲・編曲：Toshihiro Takita